# ホールマーク

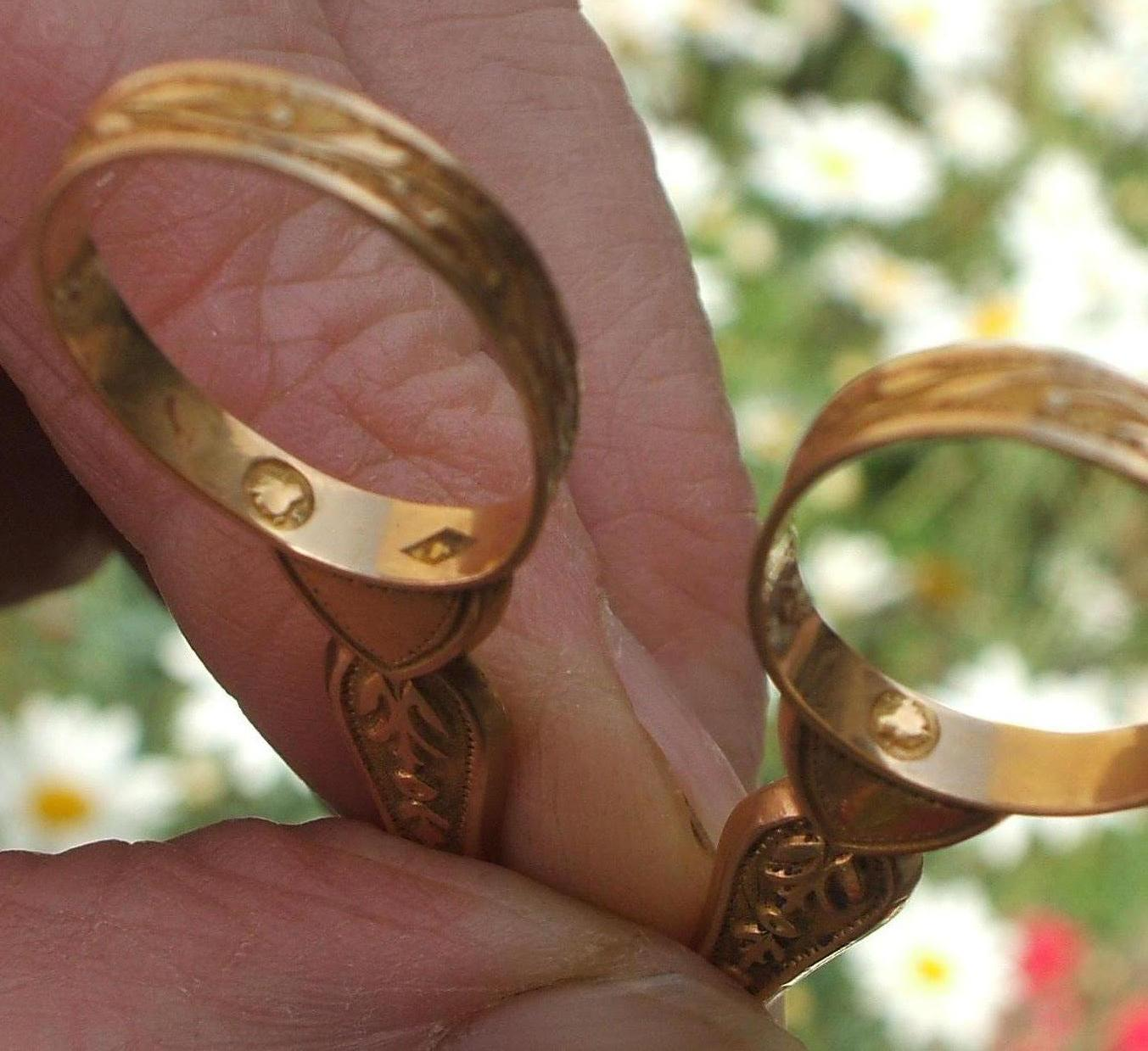
金のホールマーク

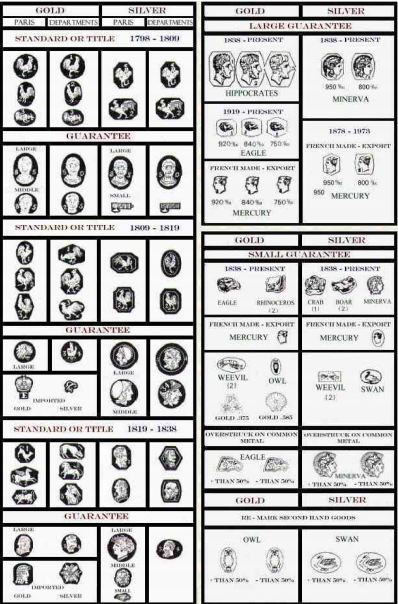
フランスのホールマーク（1798–1972年）

ホールマークもしくは、純分認証極印（じゅんぶんにんしょうごくいん）とは、
各国の造幣局など信用が置ける機関がプラチナ、金、銀等の貴金属で作られた製品の純度を証明する打刻で、貴金属製品の品位記号である。

## 歴史

### 東ローマ帝国のホールマーク
ホールマークの最初の使用は、西暦４世紀までさかのぼる長い歴史を持っており、消費者保護の最も古い形式であることを示している。
いまだ実際の利用システムは解明されていないものの、東ローマ帝国時代の銀から5つの打刻が見つかっている。

### 中世後期のホールマーク
中世後期になると、承認された分析方法を合格した貴金属に、その地方を治める政府によってホールマークが打刻された。これらの分析は貴金属の品質の証明で、よりよい公共での販売を保障するものであった。同業者組合の時代では、認可された審査官のマークは「匠の証」で、その多くは彼らのイニシャル、もしくは金細工師か銀細工師の紋章であった。一時期は、金細工師も銀細工の区別もなく、すべてフランス語で「 orfèvres 」と呼ばれていた。これらの名工は工房の質を担当しており、これらの責任者マークはフランスでは「le poinçon de maître」（メーカーの打刻）として、今日では知られている。
この頃には、欧州主要国で純度が金20カラット、銀12～13ロットなどと標準化されたが、分析ツールと技術の不足で部分的にしか実施されなかった。

### フランス
ルイ9世によって、パリ市長を任されたÉtienne Boileauが公布した1260年金細工師の規定は、
ホールマークがヨーロッパ最古の消費者保護の形態である事を示している。
1275年、フィリップ3世によって、各コミュニティの鍛冶のために銀の作品で使用するマークと打刻の勅令を発布した。
1313年、彼の後継であるフィリップ4世は、これを金細工にまで拡大した。

### イングランド
1313年、エドワード1世は、工芸者保護のために銀製品はスターリングシルバー（純度92.5％）を満たさなければならないという法律を制定し、その条件を満たした製品に「ヒョウの頭」を打刻した。1327年、エドワード3世は「Worshipful Company of Goldsmiths」（リヴァリ・カンパニー）設立を勅許で許可した。この本部（Goldsmiths' Hall）はロンドンに設立され、ここからホールマーク（hallmark）という言葉が発生した。（英国では、「ホールマーク」と最初に使用されたのは1721年で、一般化したのは1864年である）

### 日本
江戸時代、金銀に極印という打刻が施された。
1929年、偽物を販売する悪質業者が横行したため、硬貨の製造や金銀地金の精製・分析で高度な技術を持っていた造幣局が、大蔵省令に基づき、品位証明業務を開始した。

### Common Control Mark (CCM)
1973年、主なヨーロッパの国々は、「Vienna Convention on the Control of the Fineness and the Hallmarking of Precious Metal Objects」（ 通称、ホールマーク条約、もしくはウィーン条約）に署名した 。これは共通の純度を証明するマーク（Common Control Mark (CCM)）を使用することで、輸出入の円滑化を目指す国際条約である。また、このCommon Control Mark (CCM)の後ろに、それまでの国の分析所のホールマークを打刻することも許可されている。

## 分析方法
試金石、蛍光X線解析、ICP発光分光分析法などによって、純度が分析されている。

## 偽造
偽の「プラチナ」刻印の銀製指輪が見つかった事件で、造幣局は公記号偽造・不正使用容疑で大阪府警に告発することも検討している。